# Station Głogówek
Station Głogówek is een spoorwegstation in de Poolse plaats Głogówek.